# Fältmarskalk

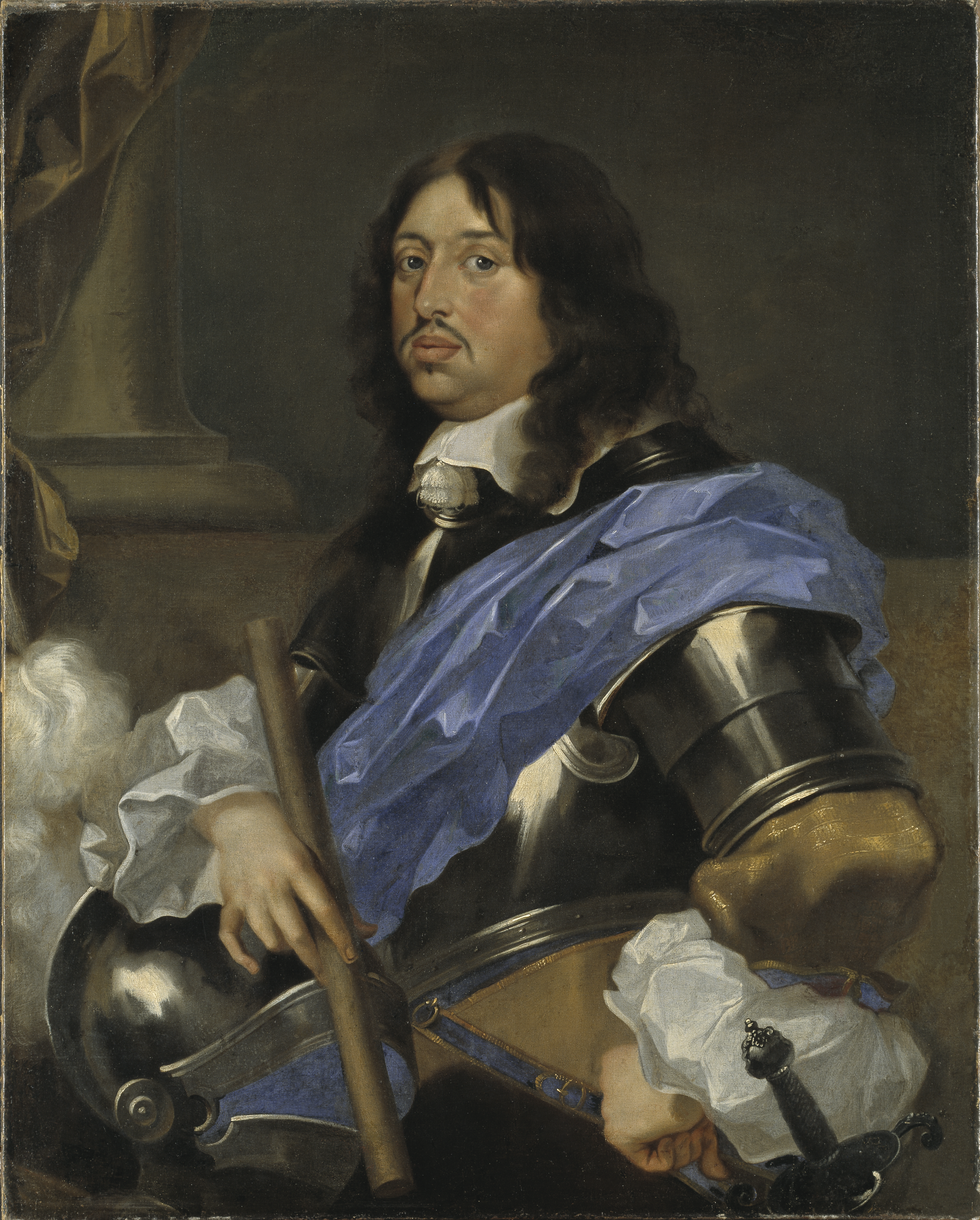
Karl X Gustav med marskalksstav. Att en kunglig person avbildas med staven snarare än de kungliga attributen (riksregalier) avser att framhäva personens militära bedrifter

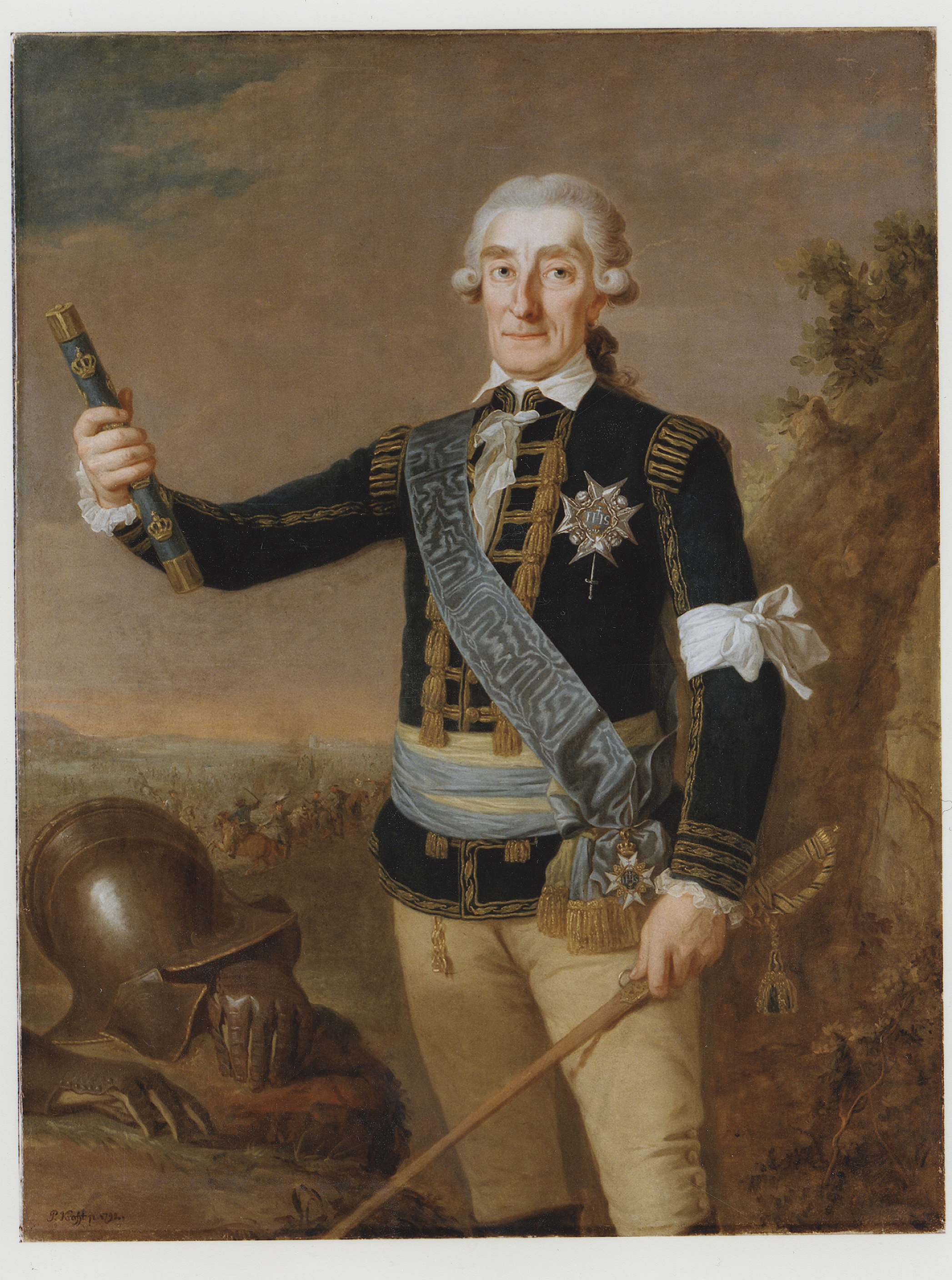
Johan August Meijerfeldt den yngre hållande sin marskalkstav.

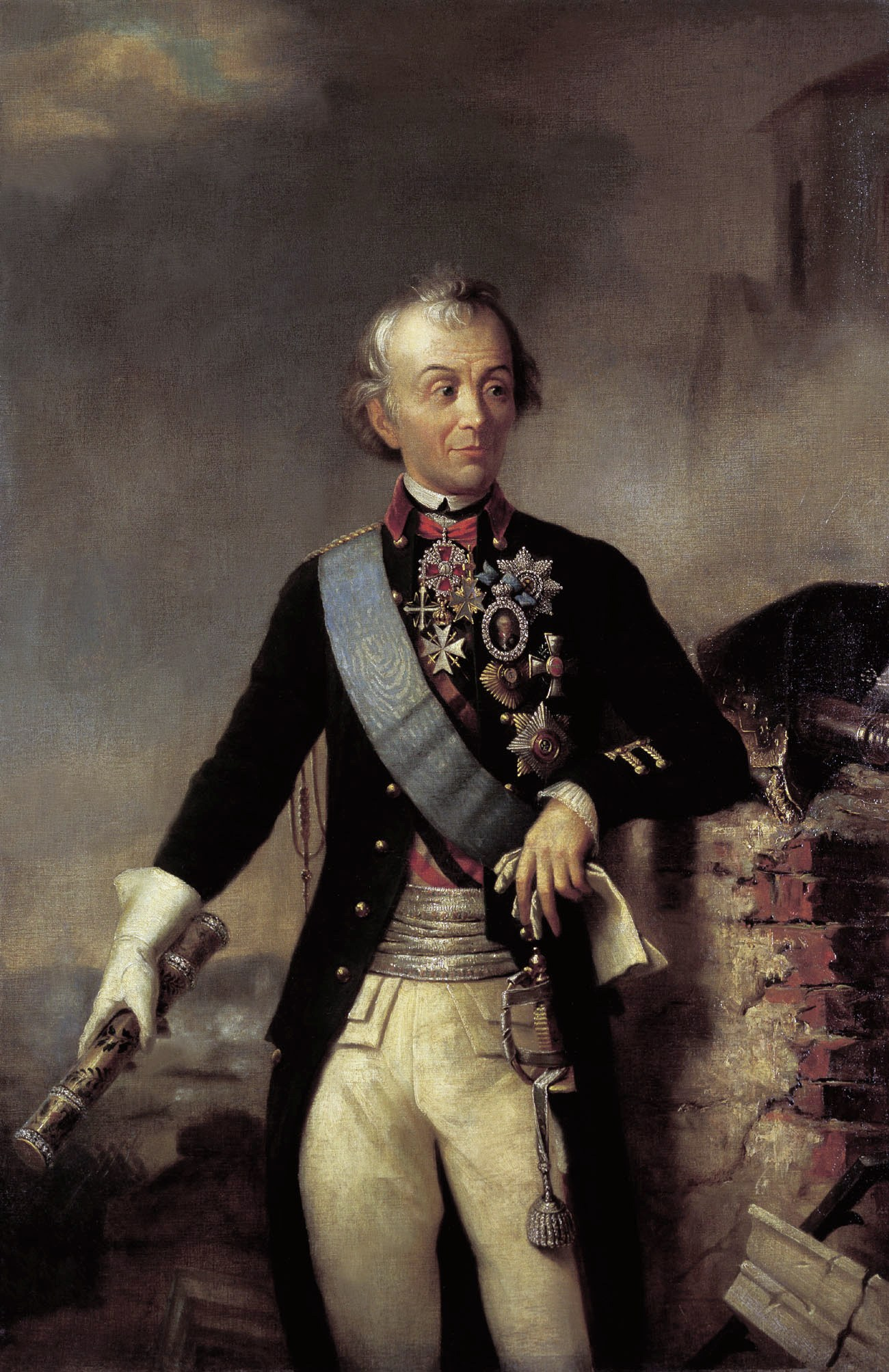
Alexander Suvorov hållande sin marskalkstav.

En fältmarskalk är ett befäl av den högsta graden i många arméer.
Fältmarskalk är i allmänhet som befälsgrad högre än general och den högsta graden inom militärmakten. I många länder är graden avskaffad, delas bara ut under krig, eller tilldelas endast som hedersgrad till kungliga personer.
Titeln har funnits i många militärkulturer sedan lång tid tillbaka. Själva ordet kommer av det frankiska mare scalci, ungefär "hästhållare". Titeln betecknade då befälhavaren för härens beridna del. Under 30-åriga kriget var fältmarskalken underordnad i förhållande till landsherrens generallöjtnant. I de svenska och franska härarna hade fältmarskalkarna oinskränkt militär och betydande politisk befogenhet. I Sverige var dock fältmarskalken underordnad riksmarsken, hans närmaste man var rikstygmästaren.
Fältmarskalken har i de flesta länder symboliserats med en så kallad marskalksstav, vilken ofta ses i såväl porträtt av höga militärer samt på gradbeteckningar för fältmarskalksgraden.

## I olika länder

### Finland
Endast en person har haft graden: Gustaf Mannerheim (1933) samt graden Marskalk av Finland (1942).

### Frankrike
I Frankrike heter graden egentligen marskalk av Frankrike.

### Grekland
Alexandros Papagos är den ende som tilldelats hederstiteln fältmarskalk av Grekland (1949), för sina insatser i kriget mot Benito Mussolini 1940

### Sverige
I Sverige har totalt 75 fältmarskalkar utsetts, från 1609 till 1824. Sedan 1972 används graden inte i Sverige, och hade då sedan länge beslutats att bara användas i krigstid. 

### USA
I USA motsvaras graden av General of the Army, eftersom beteckningen Marshal har använts mest för polisiära befattningar.

### Österrike-Ungern
Fältmarskalklöjtnant var en grad i den österrikisk-ungerska armén motsvarande generallöjtnant i andra länder.